# Дубінін Варфоломій Антонович
Варфоломій Антонович Дубінін (нар.1855, Одеса —  пом. 24 квітня 1915, Одеса) — підприємець, купець 2-ої гільдії, промисловець, громадський та релігійний діяч, меценат. Власник фірми «А. К. Дубінін», засновник рибоконсервної та м'ясної фабрик в Одесі, винахідник холодильника для заморозки риби. Потомственний почесний громадянин, голова Покровської старообрядницької громади в Одесі. Вніс значний вклад у розвиток харчової промисловості та благодійну справу.

## Біографія
Варфоломій Дубінін народився в Одесі в 1855 році в родині купця 3-ї гільдії Антона Козьмича Дубініна. Батько накопичив свій капітал, торгуючи рибою в першій половині XIX століття. Був новатором, почавши варити рибу в олії та продавати її в закритих скляних банках. Заснував фірму «А. К. Дубінін».
Біографічні дані щодо Варфоломія Дубініна доволі скупі. В шлюбі з Анною Тарасівною мав чотирьох дітей: Порфірія (1879 - ?), Зіновію (1881-1959, у шлюбі Качакі), Петра (1883 - ?) та Катерину (1884-1961, у шлюбі Крушевська).
Варфоломій Антонович продовжив батьківську справу, очоливши фірму «А.К.Дубінін». Він значно розширив сімейний бізнес. Активно впроваджував новітні технології: в 1870-х роках його підприємство почало виробляти консерви в жерстяній тарі. Не пізніше 1884 року було засновано консервний завод, який швидко розростався, його продукція ставала впізнаваною. На заводі рибу солили, коптили, заморожували. Дубінінські консерви у міцній тарі не поступалися французьким аналогам і були на 25-30 % дешевшими .
В кінці XIX століття Дубінін володів трьома магазинами в Одесі: на Пантелеймонівській, 82, на розі Новорибної та Катерининської вулиць та найбільший і найвідоміший на Дерибасівській, 23, де проживала і сім'я промисловця. Про останній гастроном казали: «В цьому магазині є все».
Оборот промисла Дубініна разом з торгівлею наприкінці ХІХ століття складав на рік більше 500 тисяч рублів. На 1914 рік обсяг щорічного виробництва підприємств досяг 900 тисяч рублів. Склади підприємства були не лише в Одесі, а й в Києві, Санкт-Петербурзі та Москві.
Варфоломій Дубінін помер 24 квітня 1915 року в Одесі.

## Товариство «А.К.Дубінін»
Наприкінці ХІХ ст. (1889 або 1898 року) разом з московськими купцями Петром Расторгуєвим та Іваном Пуговкіним заснував "Товариство А. К. Дубінін", в якому обіймав посаду директора-розпорядника. У 1898 році офіційно затверджено статут товариства. Продукція підприємства отримала право маркуватися державним гербом Російської імперії.
Варфоломій Дубінін піклувався про своїх працівників. У 1906 році було затверджено статут Позичково-ощадної та допоміжної каси для службовців товариства «А. К. Дубінін». Каса дозволяла співробітникам робити заощадження, брати позики під низький відсоток (не більше 6%) та користуватися іншими видами взаємодопомоги. У 1911 році каса налічувала 71 члена з капіталом 11 000 рублів. У 1913 році з'явився статут Лікарняної каси при консервній та ковбасній фабриках Дубініна, що свідчило про його турботу про здоров'я робітників.
За час існування підприємства власник жодного разу не став об'єктом судових позовів, що було винятковим явищем для подібних великих підприємств.

## Визнання та пошана
- 1875 рік - фірма Дубініна отримала малу срібну медаль на виставці Імператорського товариства сільського господарства Південної Росії за рибу, заморожену винайденим ним холодильником.
- 1881 рік - золота медаль на Сільськогогосподарській та промисловій виставці в Одесі .
- 1900 рік - на Всесвітній виставці в Парижі фірма за експоновані рибні консерви отримала золоту медаль. Завдяки цьому були налагоджені торговельні відносини з Францією та Бельгією[2].
- 1910 рік. Художньо-промислова виставка в Одесі стала вершиною популярності фірми Дубініна. Для цієї виставки була створена одна з перших аерореклам в Російській імперії. На рекламному плакаті, який доєднали до аероплану, зображені торговий павільйон Дубініна та бляшана банка з його продукцією[5]. За свою продукцію фірма отримала не тільки золоту медаль, але й високе звання постачальника імператорського двору. Це звання присуджувалося лише тим виробникам, чия продукція була винятково якісною протягом щонайменше восьми років, і давало значні податкові пільги, вигідні держзамовлення та сприяло просуванню товару на ринках.

У 1910 р. в день престольного свята громада Покровської старообрядницької громади вшановувала свого голову Варфоломія Антоновича у зв'язку з 55-річним ювілеєм та 25-річним керівництвом громадою. Ювіляру подарували Святе Євангеліє, ікону Пресвятої Богородиці та Святих Варфоломія та Анни, а також вишиту перлами лестовку.

## Громадська діяльність
Варфоломій Антонович Дубінін був активним громадським діячем, обіймаючи численні посади:
- гласний Одеської міської думи;
- почесний член попечителів Одеського міського дитячого притулку;
- почесний старшина притулку імені государині Марії Федорівни;
- член Комісії з опіки над дітьми осіб, що загинули у війні з Японією;
- член Імператорського російського товариства спасіння на водах;
- член Товариства сприяння академічному життю Імператорського Новоросійського університету;
- присяжний попечитель Одеського комерційного суду;
- член Одеського міського сирітського суду;
- член Російського товариства спасіння на водах;
- член Комісії по завідуванню міськими лікувальними закладами та ін.[2] [6].

Від батька успадкував посади голови та казначея Покровської старообрядницької громади. Завдяки його зусиллям було отримано дозвіл на зведення величного старообрядницького храму в Одесі на розу вулиць Преображенської та Малої Арнаутської замість молитовного будинку. 20 березня 1911 р. храм був освячений, а в 1930-ті роки зруйнований радянською владою.
За фінансової підтримки Варфоломія Дубініна 1909 році зведений новий храм в с. Плоске Тираспольського повіту Херсонської губернії (нині с. Великоплоске Одеської області). Про це писалося в першому випуску тижневика "Село" (1909), що виходив у Києві за редакцією Михайла Грушевського.
Як і батько, надавав фінансову допомогу Куренівському монастирю, постачав продукцію Свято-Андріівському Афонському подвір'ю в Одесі. 
Брав участь у церковних з'їздах старообрядців, зокрема у 1907 році у підписанні примирення окружників та неокружників у Бендерах та Освяченому Соборі старообрядницьких єпископів у Москві.